# Air Memphis

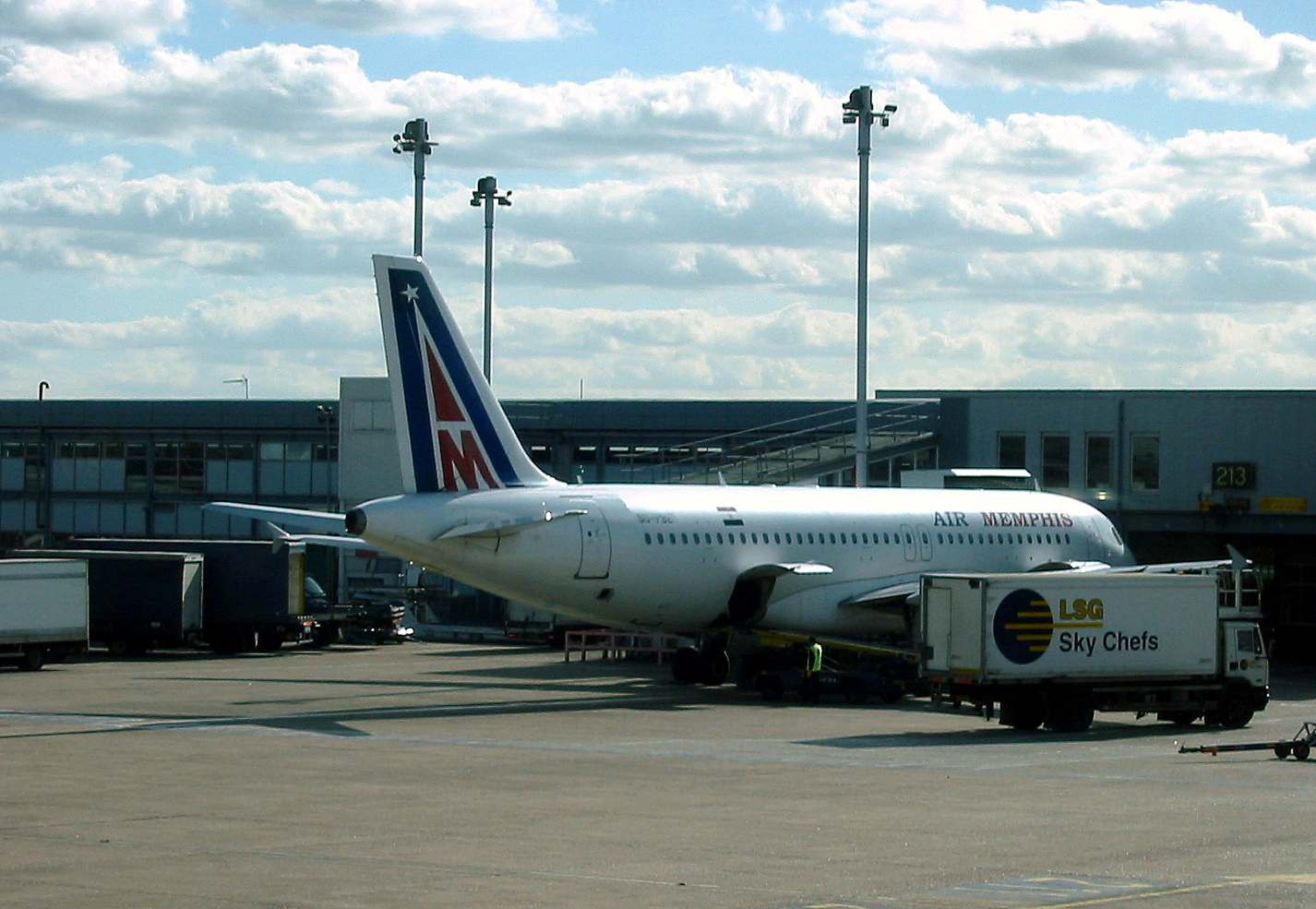
Máy bay Airbus A320-200 của Air Memphis ở Sân bay London Heathrow

Air Memphis (mã ICAO = MHS) là hãng hàng không chở khách thuê bao, trụ sở ở Cairo, Ai Cập. Hãng có căn cứ ở Sân bay quốc tế Cairo, với 1 căn cứ phụ ởSân bay Daraw, Aswan.

## Lịch sử
Air Memphis được thành lập vào tháng 8/1995 và bắt đầu hoạt động từ tháng 3 năm 1996. Hãng có 530 nhân viên (tháng 3/2007). Hãng đảm nhận chở khách thuê bao từ Ai Cập tới các nước châu Âu và cũng có 1 tuyến bay thường xuyên giữa Sân bay Daraw và Sân bay Abu Simbel và ngược lại.

## Đội máy bay
(Tháng 5/2008):
- 1 McDonnell Douglas MD-83
- 1 Boeing 737-800 (thuê của Pegasus Airlines)
- 1 Airbus A320